# Bona di Savoia (principessa di Acaia)
Bona di Savoia (11 ottobre 1388 – Castello di Stupinigi, 4 marzo 1432) è stata una principessa di casa Savoia che fu Signora del Piemonte e Principessa consorte di Acaia, dal 1402 al 1418.

## Origine
Bona, secondo lo storico francese, Samuel Guichenon, nel suo Histoire généalogique de la royale maison de Savoie, era la figlia femmina primogenita di Amedeo VII, detto il Conte Rosso, Conte di Savoia, d'Aosta e di Moriana, e della moglie, Bona di Berry, che, sia secondo i Documens historiques et généalogiques sur les familles et les hommes remarquables du Rouergue, che secondo Pierre de Guibours, detto Père Anselme de Sainte-Marie o più brevemente Père Anselme, era la figlia terzogenita del duca di Berry e d'Alvernia e conte di Poitiers e Montpensier, Giovanni di Francia (1340 † 1416) e della prima moglie Giovanna d'Armagnac (24 giugno 1346-1387), che, sempre secondo i Documens historiques et généalogiques sur les familles et les hommes remarquables du Rouergue, che secondo Père Anselme, era la figlia terzogenita del Conte di Rodez, conte d'Armagnac e di Fezensac e visconte di Lomagne e d'Auvillar, Giovanni I (1306 -† 1373) e della contessa di Charolais, Beatrice di Clermont (gennaio 1311 - Rodez 25 agosto 1364), principessa di sangue reale, figlia primogenita del conte di Charolais e signore di Saint-Just, Giovanni (figlio di Roberto di Francia, figlio del re di Francia, Luigi IX il Santo) e della sua seconda moglie, Giovanna di Dargies, signora di Dargies e di Catheux.
Amedeo VII di Savoia, detto il Conte Rosso, sempre secondo Samuel Guichenon, era il figlio maschio primogenito di Amedeo VI, detto il Conte Verde, Conte di Savoia, d'Aosta e di Moriana, e della moglie, Bona di Borbone, che sempre secondo la Samuel Guichenon era figlia del secondo duca di Borbone, Pietro I di Borbone e di sua moglie, la principessa francese Isabella di Valois, che, secondo la Chronique parisienne anonyme du XIVe siècle era figlia del conte di Valois, Conte di Angiò e del Maine, conte d'Alençon e conte di Chartres, Carlo di Valois e di Mahaut di Châtillon ed era sorella del futuro re di Francia (Bona era la nipote) di Filippo di Valois.

## Biografia
Le fu posto il nome della madre e della nonna paterna (Bona di Borbone).
Suo padre, Amedeo VII, detto il Conte Rosso, morì il 1º novembre 1391, a Ripaglia, lasciando il proprio erede minorenne, Amedeo (Amedeum eius filium), sotto la reggenza della madre, Bona di Borbone (Dominæ Bonæ de Borbonio comitissæ Sabaudiæ eius carissima genetricis), con Louis III de Cossonay, (?-1394) signore di Cossonay (cum consilio viri nobilis et potentis domini Ludovici domini de Cossonay), destinando anche un lascito a Bona (Bonam de Sabaudia eius filiam) come viene riportato nel suo testamento; nel testamento di Amedeo viene ricordata anche la moglie Bona (Domina Bona de Biturio eius consorte).
Dopo la morte di Amedeo VII la corte dei feudatari si divise in due partiti, uno che appoggiava la nonna di Bona, Bona di Borbone, con corte a Chambéry ed un altro che invece si era schierato in favore della madre di Bona e del nuovo conte Amedeo VIII, Bona di Berry, con corte a Montmélian; la guerra civile fu evitata anche per l'intervento del re di Francia, Carlo VI, e si concluse con la conferma della reggenza a Bona di Borbone.
Dopo che sua madre, Bona di Berry, era stata esclusa dalla tutela dei figli e dalla reggenza, aveva lasciato la Savoia ed era ritornata in Francia, il 2 dicembre 1393, nel castello di Mehun-sur-Yèvre, venne redatto il contratto matrimoniale che doveva legare Bona a Bernardo VII d'Armagnac, e, nel 1394, Bona sposò, in seconde nozze, il Conte di Rodez, conte d'Armagnac e di Fezensac oltre che Visconte di Lomagne e Auvillars, Bernardo VII, che, sia secondo i Documens historiques et généalogiques sur les familles et les hommes remarquables du Rouergue, che secondo Père Anselme, era il figlio maschio primogenito del Conte di Rodez, conte d'Armagnac e di Fezensac, conte di Charolais e visconte di Lomagne e d'Auvillar, Giovanni II (1333 -† 1384) e di Giovanna di Périgord (1345 circa-dopo il 7 Maggio 1366), figlia di Ruggero Bernardo, Conte di Périgord e della moglie, Eleonora d1 Vendôme.
La politica matrimoniale intrapresa da suo fratello, Amedeo VII costrinse Bona ad andare sposa ad un cugino, appartenente ad un altro ramo dei Savoia e più vecchio di ventidue anni, venne infatti data in moglie a Ludovico di Savoia-Acaia, che, sempre secondo Samuel Guichenon, era il figlio maschio secondogenito di Giacomo, Signore del Piemonte e Principe di Acaia, e della sua terza moglie, Margherita di Beaujeu (*1346 †1402), che, ancora secondo Samuel Guichenon, era figlia di Edoardo I, signore di Beaujeu, e di Maria di Til e che, nel 1402, alla morte del fratello, Amedeo, senza discendenza maschile, era divenuto Signore del Piemonte e Principe di Acaia.
Il 24 luglio 1403, come viene confermato dagli Archivi di Stato, venne siglato il contratto di matrimonio.
In quello stesso giorno, 24 luglio 1403, a Chambéry, fu celebrato il matrimonio, che sancì l'alleanza tra i due rami della famiglia impegnati a fronteggiare i marchesi del Monferrato che minacciavano il Piemonte.
Negli anni seguenti vi furono diverse assegnazioni fatte da Amedeo VIII, inerenti alla dote di Bona.
Con il matrimonio Bona divenne principessa consorte di Piemonte, titolo che mantenne fino alla morte del marito, Ludovico, che morì a Pinerolo l'11 dicembre 1418 e fu tumulato nella chiesa di San Francesco, di Pinerolo; dato che Ludovico non aveva figli legittimi, il ramo dei Savoia-Acaia andò estinto e nei suoi titoli gli succedette il cognato, il fratello di Bona, Amedeo VIII di Savoia.
Secondo il documento n° 5372 dei Titres de la maison ducale de Bourbon, par m. Huillard-Bréholles, il 18 settembre 1430, sua madre, Bona di Berry (Bonne de Berry comtesse d’Armaganc et de Rhodes vicomtesse de Carlades, veuve de Bernard comte d’Armagnac et Rhodes) fece testamento, lasciando come erede della viscontea di Carlat il figlio, Bernardo (son fils Bernard d’Armagac comte de Pardiac), stabilendo dei lasciti per gli altri figli ancora in vita, tra cui Bona (sa fille Bonne de Savoie princesse de Morée).
Anche Bona l'anno precedente aveva fatto testamento, designando suo erede il figlio naturale del marito, anche lui di nome Ludovico (Dominum Ludovicum Bastardum Achayæ) e destinando lasciti alla sorella, Giovanna (dominæ Joannæ de Sabaudia marchionissæ Montisferrati, eiusdem dominæ testracisis sorori), alla madre (dominæ Bonæ de Biturio eius matri) ed al fratello Amedeo VIII (dominum Amedeum Sabaudiæ ducem eius fratrem).
Bona morì al Castello di Stupinigi il 4 marzo 1432 e fu inumata nella chiesa di San Francesco, di Pinerolo, come da sua richiesta testamentaria (in ecclesia S. Francisci de Pinerolio).

## Figli
A causa della sterilità di Bona, non nacquero figli e il ramo di Savoia-Acaia si estinse in seguito alla morte del marito, Ludovico nel 1418.
Il figlio naturale di Ludovico, Ludovico diede vita ad un nuovo ramo della famiglia, i Savoia-Racconigi, sposando nel 1412 Alice de Montbel.

## Ascendenza
|                         |                        |                       | Genitori                  |  |  | Nonni |  |  | Bisnonni         |  |  | Trisnonni          |  |
|                         |                        |                       |                           |  |  |       |  |  | Aimone di Savoia |  |  | Amedeo V di Savoia |  |
|                         |                        |                       |                           |  |  |       |  |  | Aimone di Savoia |  |  | Amedeo V di Savoia |  |
|                         |                        | Sibilla de Baugé      |                           |  |  |       |  |  | Aimone di Savoia |  |  |                    |  |
| Amedeo VI di Savoia     |                        |                       |                           |  |  |       |  |  | Aimone di Savoia |  |  |                    |  |
|                         |                        | Violante Paleologa    | Teodoro I del Monferrato  |  |  |       |  |  |                  |  |  |                    |  |
|                         |                        | Violante Paleologa    | Teodoro I del Monferrato  |  |  |       |  |  |                  |  |  |                    |  |
|                         |                        | Violante Paleologa    | Argentina Spinola         |  |  |       |  |  |                  |  |  |                    |  |
| Amedeo VII di Savoia    |                        | Violante Paleologa    |                           |  |  |       |  |  |                  |  |  |                    |  |
|                         |                        | Pietro I di Borbone   | Luigi I di Borbone        |  |  |       |  |  |                  |  |  |                    |  |
|                         |                        | Pietro I di Borbone   | Luigi I di Borbone        |  |  |       |  |  |                  |  |  |                    |  |
|                         |                        | Pietro I di Borbone   | Maria di Avesnes          |  |  |       |  |  |                  |  |  |                    |  |
| Bona di Borbone         |                        | Pietro I di Borbone   |                           |  |  |       |  |  |                  |  |  |                    |  |
|                         |                        | Isabella di Valois    | Carlo di Valois           |  |  |       |  |  |                  |  |  |                    |  |
|                         |                        | Isabella di Valois    | Carlo di Valois           |  |  |       |  |  |                  |  |  |                    |  |
|                         |                        | Isabella di Valois    | Mahaut di Châtillon       |  |  |       |  |  |                  |  |  |                    |  |
| Bona di Savoia          |                        | Isabella di Valois    |                           |  |  |       |  |  |                  |  |  |                    |  |
|                         | Giovanni II di Francia | Filippo VI di Francia |                           |  |  |       |  |  |                  |  |  |                    |  |
|                         | Giovanni II di Francia | Filippo VI di Francia |                           |  |  |       |  |  |                  |  |  |                    |  |
|                         | Giovanni II di Francia | Giovanna di Borgogna  |                           |  |  |       |  |  |                  |  |  |                    |  |
| Giovanni, duca di Berry | Giovanni II di Francia |                       |                           |  |  |       |  |  |                  |  |  |                    |  |
|                         |                        | Bona di Lussemburgo   | Giovanni I di Lussemburgo |  |  |       |  |  |                  |  |  |                    |  |
|                         |                        | Bona di Lussemburgo   | Giovanni I di Lussemburgo |  |  |       |  |  |                  |  |  |                    |  |
|                         |                        | Bona di Lussemburgo   | Elisabetta di Boemia      |  |  |       |  |  |                  |  |  |                    |  |
| Bona di Berry           |                        | Bona di Lussemburgo   |                           |  |  |       |  |  |                  |  |  |                    |  |
|                         |                        | Giovanni I d'Armagnac | Bernardo VI d'Armagnac    |  |  |       |  |  |                  |  |  |                    |  |
|                         |                        | Giovanni I d'Armagnac | Bernardo VI d'Armagnac    |  |  |       |  |  |                  |  |  |                    |  |
|                         |                        | Giovanni I d'Armagnac | Cecilia di Rodez          |  |  |       |  |  |                  |  |  |                    |  |
| Jeanne d'Armagnac       |                        | Giovanni I d'Armagnac |                           |  |  |       |  |  |                  |  |  |                    |  |
|                         |                        | Béatrice di Clermont  | Giovanni di Charolais     |  |  |       |  |  |                  |  |  |                    |  |
|                         |                        | Béatrice di Clermont  | Giovanni di Charolais     |  |  |       |  |  |                  |  |  |                    |  |
|                         |                        | Béatrice di Clermont  | Jeanne d'Argies           |  |  |       |  |  |                  |  |  |                    |  |
|                         |                        | Béatrice di Clermont  |                           |  |  |       |  |  |                  |  |  |                    |  |

### Fonti primarie
- (LA)  (FR)  Preuves de l'Histoire généalogique de la royale maison de Savoie, justifiée par titres, ..par Guichenon, Samuel
- (FR)  Chronique parisienne anonyme du XIVe siècle.
- (FR)  Histoire généalogique et chronologique de la maison royale de France, tomus III.
- (FR)  Documens historiques et généalogiques sur les familles et les hommes remarquables du Rouergue.

### Letteratura storiografica
- (FR)  Histoire généalogique de la royale maison de Savoie, justifiée par titres, ..par Guichenon, Samuel
- (FR)  Histoire de la Maison de Savoie
- (FR)  Preuves de l'Histoire généalogique de la royale maison de Savoie, justifiée par titres, .par Guichenon, Samuel
- (FR)  Titres de la maison ducale de Bourbon, par m. Huillard-Bréholles.
- Matrimoni della Real Casa di Savoia